# Romi Rain
Romi Rain (Boston, Massachusetts; 12 de enero de 1988) es una actriz pornográfica y modelo erótica estadounidense.

## Biografía
Nació en enero de 1988 en Boston. Siendo adolescente tuvo varios trabajos de camarera. A los dieciocho años se trasladó a Los Ángeles, donde comenzó a trabajar como modelo erótica en publicaciones como Lowrider y en sitios web de lencería y bikinis. A los 19 años, comenzó a actuar como bailarina exótica y de burlesque en diversos clubs de la ciudad durante tres años.
Inició su carrera en la industria del cine para adultos en 2012, a los 24 años de edad. Es una de las estrellas porno más cotizadas del mercado, siendo fija en varias producciones de estudios como Bang Bros, Brazzers, Evil Angel, Girlfriends Films, Blacked, Burning Angel, Girlsway, Naughty America, Jules Jordan Video o New Sensations, entre otros.
En 2016 participó junto a Abigail Mac, Nikki Benz, Monique Alexander y Ana Foxxx en la película Ghostbusters XXX Parody, una parodia porno del reboot femenino de Los cazafantasmas producido por Brazzers.
En 2018 se alzó en los Premios XBIZ con el galardón a la Artista femenina del año.
Hasta la actualidad, ha participado en más de 890 películas.
Algunas películas de su filmografía son Dirty Talk, Rack Focus, Assume the Position, Big Titty Creampies, Epic Tits, Laws of Love, Massive Boobs 2, POV Jugg Fuckers 6 o Romi Rain Darkside.

## Premios y nominaciones
| Año  | Ceremonia    | Resultado | Premio                                                 | Trabajo                                                |
| ---- | ------------ | --------- | ------------------------------------------------------ | ------------------------------------------------------ |
| 2014 | Premios AVN  | Nominada  | Mejor escena de sexo en grupo                          | Madison's Mad Mad Circus                               |
| 2014 | Premios AVN  | Nominada  | Mejor Tease Performance                                | Soaking Wet                                            |
| 2014 | Premios XBIZ | Nominada  | Mejor actriz revelación                                | —                                                      |
| 2015 | Premios AVN  | Nominada  | Mejor escena de sexo oral                              | SeXXXploitation Of Romi Rain                           |
| 2015 | Premios AVN  | Nominada  | Premio Fan: Mejor actriz porno                         | —                                                      |
| 2015 | Premios AVN  | Nominada  | Mejor escena de masturbación                           | SeXXXploitation Of Romi Rain                           |
| 2015 | Premios AVN  | Nominada  | Mejor escena de trío H-M-H                             | Romi Rain Darkside                                     |
| 2015 | Premios AVN  | Nominada  | Artista femenina del año                               | —                                                      |
| 2015 | Premios AVN  | Nominada  | Mejor actriz                                           | Laws Of Love                                           |
| 2015 | Premios AVN  | Nominada  | Mejor escena de sexo en grupo                          | Baby Got Boobs 14                                      |
| 2015 | Premios AVN  | Nominada  | Mejor escena de sexo en grupo                          | Orgy Initiation of Lola                                |
| 2015 | Premios AVN  | Nominada  | Mejor escena de sexo en grupo                          | Orgy Masters 4                                         |
| 2015 | Premios XBIZ | Nominada  | Mejor actriz en película de sexo en pareja             | Laws Of Love                                           |
| 2015 | Premios XBIZ | Nominada  | Mejor escena de sexo en película de parejas o temática | Laws Of Love                                           |
| 2015 | Premios XBIZ | Nominada  | Artista femenina del año                               | —                                                      |
| 2016 | Premios AVN  | Nominada  | Artista femenina del año                               | —                                                      |
| 2016 | Premios AVN  | Nominada  | Mejor escena de sexo en grupo                          | Brazzers House                                         |
| 2016 | Premios AVN  | Nominada  | Premio Fan: Actriz porno favorita                      | —'                                                     |
| 2016 | Premios AVN  | Nominada  | Mejor escena de trío H-M-H                             | My Sinful Life                                         |
| 2016 | Premios AVN  | Nominada  | Mejor sitio web del año                                | www.romirain.com                                       |
| 2016 | Premios AVN  | Nominada  | Mejor escena de sexo oral                              | Triple BJs                                             |
| 2016 | Premios XBIZ | Nominada  | Artista femenina del año                               | —                                                      |
| 2016 | Premios XBIZ | Ganadora  | Mejor escena de sexo en película de parejas o temática | My Sinful Life                                         |
| 2016 | Premios XBIZ | Nominada  | Mejor escena de sexo en película gonzo                 | Brazzers House                                         |
| 2016 | Premios XRCO | Nominada  | Mejor actuación femenina del año                       | —                                                      |
| 2016 | Premios XRCO | Nominada  | Superslut of the Year                                  | —                                                      |
| 2017 | Premios AVN  | Nominada  | Mejor escena de sexo lésbico en grupo                  | Ghostbusters XXX Parody                                |
| 2017 | Premios AVN  | Nominada  | Mejor escena de sexo anal                              | In the Ass at Last                                     |
| 2017 | Premios AVN  | Nominada  | Mejor escena de trío M-H-M                             | Deadly Rain                                            |
| 2017 | Premios AVN  | Nominada  | Premio fan: Artista femenina favorita                  | —                                                      |
| 2017 | Premios AVN  | Nominada  | Premio fan: Mejores pechos                             | —                                                      |
| 2017 | Premios AVN  | Nominada  | Premio fan: Estrella mediática                         | —                                                      |
| 2017 | Premios XBIZ | Nominada  | Artista femenina del año                               | —                                                      |
| 2017 | Premios XBIZ | Nominada  | Mejor actriz en película de sexo en pareja             | Open Relationship                                      |
| 2017 | Premios XBIZ | Nominada  | Mejor escena de sexo en película de parejas o temática | The Switch                                             |
| 2017 | Premios XRCO | Nominada  | Orgasmic Analist                                       | —                                                      |
| 2018 | Premios AVN  | Nominada  | Mejor actriz                                           | Justice League XXX: An Axel Braun Parody               |
| 2018 | Premios AVN  | Nominada  | Mejor escena de sexo en grupo                          | Justice League XXX: An Axel Braun Parody               |
| 2018 | Premios AVN  | Nominada  | Mejor actuación solo / tease                           | MILF Fidelity                                          |
| 2018 | Premios AVN  | Nominada  | Premio fan: Artista femenina favorita                  | —                                                      |
| 2018 | Premios AVN  | Nominada  | Premio fan: Mejor sitio web de una actriz              | RomiRain.com                                           |
| 2018 | Premios XRCO | Nominada  | Mejor actriz                                           | Justice League XXX: An Axel Braun Parody               |
| 2018 | Premios XBIZ | Ganadora  | Artista femenina del año                               | —                                                      |
| 2018 | Premios XBIZ | Nominada  | Mejor actriz protagonista                              | Justice League XXX: An Axel Braun Parody               |
| 2018 | Premios XBIZ | Nominada  | Mejor actriz protagonista                              | Queen of Thrones: A XXX Parody                         |
| 2018 | Premios XBIZ | Nominada  | Mejor escena de sexo en película protagonista          | Justice League XXX: An Axel Braun Parody               |
| 2019 | Premios AVN  | Nominada  | Mejor actriz de reparto                                | The Seduction of Heidi                                 |
| 2019 | Premios AVN  | Nominada  | Mejor actuación solo / tease                           | Bounce 2                                               |
| 2019 | Premios AVN  | Nominada  | Mejor escena escandalosa de sexo                       | Xander’s World Tour                                    |
| 2019 | Premios AVN  | Nominada  | Mejor escena de trío H-M-H                             | The Seduction of Heidi                                 |
| 2019 | Premios AVN  | Nominada  | Premio fan: Artista femenina favorita                  | —                                                      |
| 2019 | Premios AVN  | Nominada  | Premio fan: Mejor sitio web de una actriz              | RomiRain.com                                           |
| 2019 | Premios XBIZ | Nominada  | Artista femenina del año                               | —                                                      |
| 2019 | Premios XBIZ | Ganadora  | Mejor escena de sexo en película parodia               | Metal Massage                                          |
| 2019 | Premios XBIZ | Nominada  | Mejor escena de sexo en película parodia               | Deadpool XXX: An Axel Braun Parody                     |
| 2019 | Premios XBIZ | Nominada  | Mejor escena de sexo en película de parejas o temática | Dark Obsession                                         |
| 2019 | Premios XBIZ | Nominada  | Mejor escena de sexo en película vignette              | Naughty Office Vol. 51                                 |
| 2019 | Premios XBIZ | Nominada  | Mejor escena de sexo en realidad virtual               | Death Knight Rehab: Jaheira                            |
| 2020 | Premios XBIZ | Nominada  | Artista femenina del año                               | —                                                      |
| 2020 | Premios XBIZ | Nominada  | Mejor actriz en película parodia                       | Killer Wives                                           |
| 2020 | Premios XBIZ | Nominada  | Mejor escena de sexo en película parodia               | The Motorbunny Club                                    |
| 2020 | Premios XBIZ | Nominada  | Mejor escena de sexo en realidad virtual               | Secret NYE VR Porn Party With You and Seven Porn Stars |
| 2021 | Premios AVN  | Nominada  | Mejor escena de sexo en grupo                          | The Summoning                                          |
| 2021 | Premios AVN  | Nominada  | Mejor escena de trío M-H-M                             | A Burlesque Story                                      |
| 2021 | Premios XBIZ | Nominada  | Artista femenina del año                               | —                                                      |
| 2021 | Premios XBIZ | Nominada  | Estrella mediática del año                             | —                                                      |
| 2022 | Premios XBIZ | Nominada  | Estrella mediática del año                             | —                                                      |
| 2023 | Premios XBIZ | Nominada  | Estrella mediática del año                             | —                                                      |
| 2024 | Premios XBIZ | Nominada  | Estrella mediática del año                             | —                                                      |
| 2025 | Premios XMA  | Nominada  | Estrella Crossover del año                             | —                                                      |
| 2025 | Premios XMA  | Ganadora  | Mejor escena de sexo en realidad virtual               | Palm Royale                                            |